# Alicia Austria-Martinez
Alicia Austria-Martinez (Manilla, 19 december 1940) is een voormalig Filipijns rechter. Austria-Martinez werd op 12 april 2002 door president Gloria Macapagal-Arroyo benoemd tot rechter van het Filipijns hooggerechtshof. Ze diende in het hoogste Filipijnse rechtscollege tot haar vervroegde pensionering op 30 april 2009 wegens gezondheidsproblemen. Voor haar benoeming tot het hooggerechtshof werkte Austria-Martinez sinds 1992 als rechter van het Hof van beroep. Daarvoor was zij sinds 1983 werkzaam als rechter aan regionale rechtbanken in Calamba en Pasig City.